# Santa Rita (Samar)
Santa Rita (Bayan ng Santa Rita) är en kommun i Filippinerna. Kommunen tillhör provinsen Samar och ligger på ön med samma namn. Folkmängden uppgår till 30 118 invånare.

## Barangayer
Santa Rita är indelat i 38 barangayer.
| - Alegria - Anibongan - Aslum - Bagolibas - Binanalan - Cabacungan - Cabunga-an - Camayse - Cansadong - Caticugan - Dampigan - Guinbalot-an - Hinangudtan | - Igang-igang - La Paz - Lupig - Magsaysay - Maligaya - New Manunca - Old Manunca - Pagsulhogon - Salvacion - San Eduardo - San Isidro - San Juan - San Pascual (Crossing) | - San Pedro - San Roque - Santa Elena - Tagacay - Tominamos - Tulay - Union - Bokinggan Pob. (Zone 1) - Bougainvilla Pob. (Zone II) - Gumamela Pob. (Zone III) - Rosal Pob. (Zone IV) - Santan Pob. (Zone V) |